# Șirma, Vînohradiv
Șirma (în ucraineană Дротинці, transliterat: Drotînți, în maghiară Tiszaszirma) este o comună în raionul Vînohradiv, regiunea Transcarpatia, Ucraina, formată numai din satul de reședință.

## Demografie
Componența lingvistică a comunei Șirma
     Ucraineană (98,85%)
     Alte limbi (1,1%)
Conform recensământului din 2001, majoritatea populației comunei Șirma era vorbitoare de ucraineană (98,85%), existând în minoritate și vorbitori de alte limbi.